# 5023 Agapenor
5023 Agapenor è un asteroide troiano di Giove del campo greco. Scoperto nel 1985, presenta un'orbita caratterizzata da un semiasse maggiore pari a 5,1757831 UA e da un'eccentricità di 0,0516358, inclinata di 11,77663° rispetto all'eclittica.
L'asteroide è dedicato ad Agapenore, personaggio della mitologia greca, figlio di Anceo.  